# The Singles 1992–2003
The Singles 1992–2003 är en samlingsskiva av No Doubt, utgivet den 25 november 2003.

## Låtförteckning
1. "Just a Girl"   (Gwen Stefani, Tom Dumont) – 3:25
2. "It's My Life"   (Mark Hollis, Tim Friese-Greene) – 3:45
3. "Hey Baby"   (G. Stefani, Kanal, Tom Dumont, R. Price) – 3:26
4. "Bathwater"   (G. Stefani, Kanal, Dumont) – 4:00
5. "Sunday Morning"   (Kanal, G. Stefani, Eric Stefani) –  4:31
6. "Hella Good"   (G. Stefani, P. Williams, Chad Hugo, Kanal) – 4:02
7. "New"   (G. Stefani, Dumont) – 4:24
8. "Underneath It All"   (G. Stefani, Dave Stewart) – 5:02
9. "Excuse Me Mr."   (G. Stefani, Dumont) – 3:04
10. "Running"   (G. Stefani, Kanal) – 4:00
11. "Spiderwebs"   (G. Stefani, Kanal) – 4:26
12. "Simple Kind of Life"   (G. Stefani) – 4:15
13. "Don't Speak"   (E. Stefani, G. Stefani) – 4:22
14. "Ex-Girlfriend"   (G. Stefani, Dumont, Kanal) – 3:31
15. "Trapped in a Box"   (E. Stefani, Dumont, G. Stefani, Kanal) – 3:23

## Musiker
- Gwen Stefani – sång
- Tom Dumont – gitarr
- Tony Kanal – elbas
- Adrian Young – percussion, trummor

Övriga personer:
- Eric Stefani – piano, keyboard
- Phil Jordan – trumpet
- Gabrial McNair – keyboard, trombon
- Stephen Bradley – keyboard, trumpet
- Melissa "Missy" Hasin – cello
- Eric Carpenter – saxofon
- Matthew Wilder – keyboard
- Stephen Bradley – trumpet
- John Hammerstedt – trumpet
- Alex Henderson – trombon
- Lady Saw – sång
- Phil Jordan – trumpet
- Gabrial McNair – synthesiser, piano, trombon, keyboard, mellotron
- Stephen Perkins – trummor
- Andy Potts – saxofon
- Robbie Shakespeare – bas
- Django Stewart – saxofon